# Gustave Moïse
Pour les articles homonymes, voir Moïse (homonymie).
Gustave Moïse est un artiste peintre français né à Rouen le 25 octobre 1879, actif à Dieppe, où il est mort le 2 octobre 1955.

## Biographie
Le Dictionnaire Bénézit disant Gustave Moïse né dans une famille de peintres-verriers, on peut raisonnablement induire une parenté avec l'homonyme Gustave Moïse (1839-1907) dont l'atelier rouennais, actif dans l'art du vitrail entre 1886 et 1907, produisit entre autres des vitraux pour l'église Saint-Vivien et la basilique du Sacré-Cœur de Rouen, l'église Saint-Ouen de Longpaon de Darnetal ou pour la chapelle des Petites Dalles à Sassetot-le-Mauconduit.

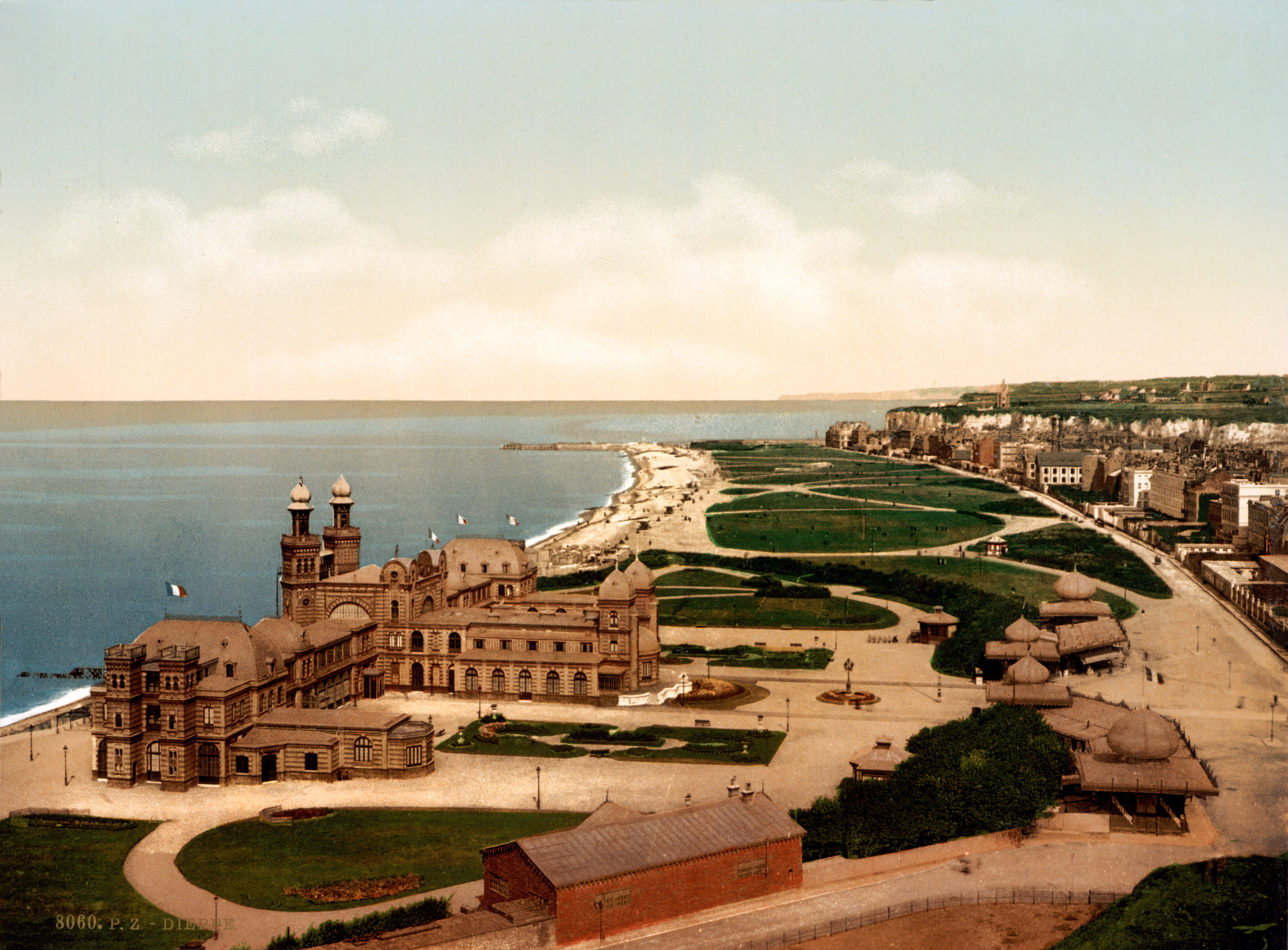
La plage de Dieppe au début du XXe siècle

Élève de l'École des beaux-arts de Rouen, son œuvre le situe encore à Rouen au cours de la Première Guerre mondiale (Tirailleur sénégalais à Rouen en 1915), ensuite essentiellement dans la ville de Dieppe, ses thèmes de prédilection étant les scènes de cabaret, le sport (en particulier les chevaux de course de l'hippodrome de Dieppe), les paysages et les natures mortes.

## Expositions

### Expositions personnelles
- Patrick Giffard, commissaire-priseur, vente de l'atelier Gustave Moïse, hôtel des ventes de Dieppe, 4 février 1996[4].

### Expositions collectives
- Participations non datées : Salon des artistes français, Salon d'automne[2].
- Des enfants sages comme des images - L'enfant et ses jouets, peintures, photographies, Musée du jouet de Poissy, novembre 2005 - mars 2006[6].

## Collections publiques
- Château-musée de Dieppe, Les enfants sur la plage, huile sur toile[7].
- Hôtel de ville de Dieppe, Bombardement de Dieppe, 21 mai 1940, huile sur toile[2].